# قرلوق (ازبکستان)
قارلوق (به ازبکی: Qarluq) یک منطقهٔ مسکونی در ازبکستان است که در شهرستان آلتین‌سای واقع شده‌است. قارلوق ۳٬۸۴۲ نفر جمعیت دارد.